# Зонування

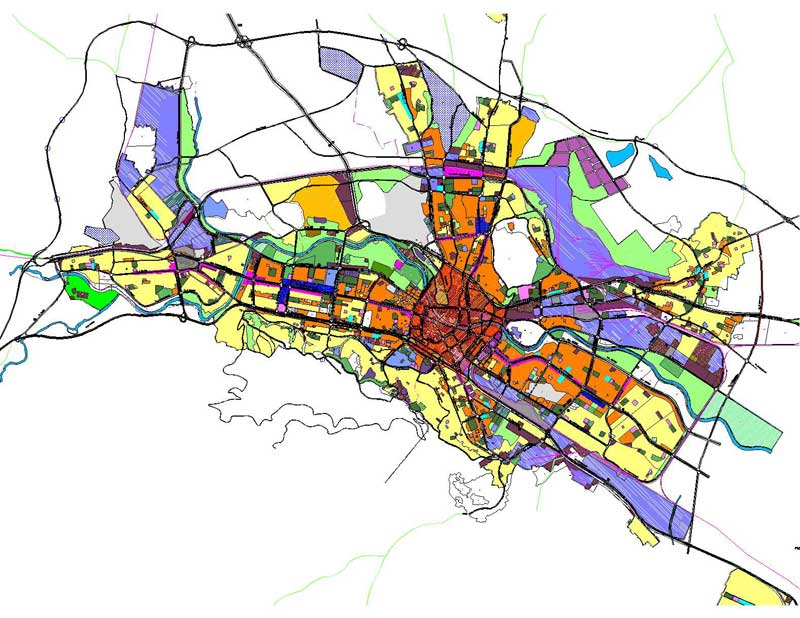
На мапі зонування міста Скоп'є, різні зони показані різними кольорами.

Зóнінг (Zoning) — засіб контролю влади над використанням територій і спорудами, що знаходяться на цих територіях. Території поділені на зони, щодо яких визначені різні можливості використання.
Таким чином, зонінг — це техніка містобудівного планування, що використовується місцевою владою в більшості розвинених країн. Термін передбачає практику створення мап зонування, що регулюють використання, форму, дизайн та сумісність територій що розвиваються. Юридично, план зонування надає законну силу відповідним містобудівним розробкам. В деяких країнах: Канаді чи Німеччині, план зонування повинен узгоджуватися вищою владою (федеральною, державною тощо).
Існує безліч типів зон, частина з яких фокусується на регулюванні форм будівель і взаємодії будівель з вулицями із змішаним функціонуванням (також відомими як form-based code); інші — на розділенні землекористування.
Подібні методи були використані для тих чи інших цілей в багатьох містах з античних часів.

## Мета регулювання
Першочерговим завданням зонінгу є розділення несумісних між собою функцій. На практиці зонінг часто використовується для упередження непередбачуваних змін в проектах нового девелопменту для збереження характеру сусідства (community). Тим не менше, це не завжди є ефективним методом для досягнення цих цілей. Зазвичай зонінг контролюється місцевою владою, такою як округ, графство чи муніципалітет, хоча режим зонінгу може визначатися чи обмежуватися державою, національними планувальними органами чи дозвільним законодавством. В Австралії землі, що підпорядковані урядам (федеральних) територій не підпорядковуються державним органам планування. В США та інших федеральних країнах ситуація схожа. Зонінг і міське планування у Франції та Німеччині регулюються національним законодавством (кодами). У випадку з Німеччиною, цей код включає в себе зміст планів зонування, а також юридичну процедуру.
Зонінг може включати в себе регулювання характеру активності, що відбувається на відповідних ділянках (таких як: відкритий простір, житло, сільське господарство, комерція чи виробництво), щільність забудови на якій ця активність відбувається (від нещільної житлової, такої як садибна забудова, до високо-щільної, такої як висотна забудова), висоту забудови, площу, яку будівля може займати на ділянці, розташування будівлі на ділянці (відступи), пропорцію типів покриттів на ділянці, а саме: озеленення, твердих покриттів, шляхів комунікацій, парковочних місць чи їх відсутність. В Німеччині зонінг включає в себе дуже специфічне компенсаційне законодавство щодо зелених насаджень і може регулювати архітектурні рішення.

## Функціональний зонінг— категорії
В основному міські зони підпадають під одну з п'яти наступних категорій: житлова, змішана житлово-комерційна, комерційна, промислова та спеціальна (електростанції, спортивні комплекси, аеропорти, торгові центри, тощо). Кожна категорія має номер чи суб-категорію, наприклад комерційна категорія може мати окремі зони для дрібної торгівлі, великої торгівлі, офісів, житло для оренди та ін; в той час як індустріальна — може бути поділена на важку, легку та склади. У Німеччині для кожної категорії визначені ліміти на шум (не як частина будівельних кодів, а як федеральні коди для викидів).
Умовне зонування збільшує гнучкість та дозволяє муніципалітетам відповідати на унікальні якості місця. Функції, що не дозволені поточним зонінгом, як то школи чи комунікаційні центри, можуть бути дозволені з використанням умовного зонінгу.

## Зонінг у США
основна стаття на Вікі
Цікаво прослідкувати розвиток Зонінгу на прикладі світової столиці фінансів і бізнесу — міста Нью-Йорку у США.
Зонінг формує місто. У порівнянні з архітектурою і містобудуванням, Зонінг має відносно коротку історію, як засіб що організовує використання землі. Також Зонінг визначає розміри та призначення будівель, відповідно до їх місцезнаходження і в більшій мірі щільність міських районів (сусідств). Разом з владою міста над бюджетом, податками, відчуженням власності, Зонінг є ключовим інструментом для проведення політики планування. Нью-Йорк був піонером в області Зонування з тих пір як був прийнятий Перший національний всеохопний Зонінг у 1916 р.
Ще у 1870-х і 1880-х роках мешканці Нью-Йорка почали протестувати проти зменшення доступу світла та повітря, що відбувалося внаслідок висотної житлові забудови, що почала з'являтися у верхньому Манхеттені.  У відповідь на це, законодавці штату прийняли ряд обмежень щодо висоти житлових будівель, що відображено у Законі про багатоквартирні будинки 1901-го року.

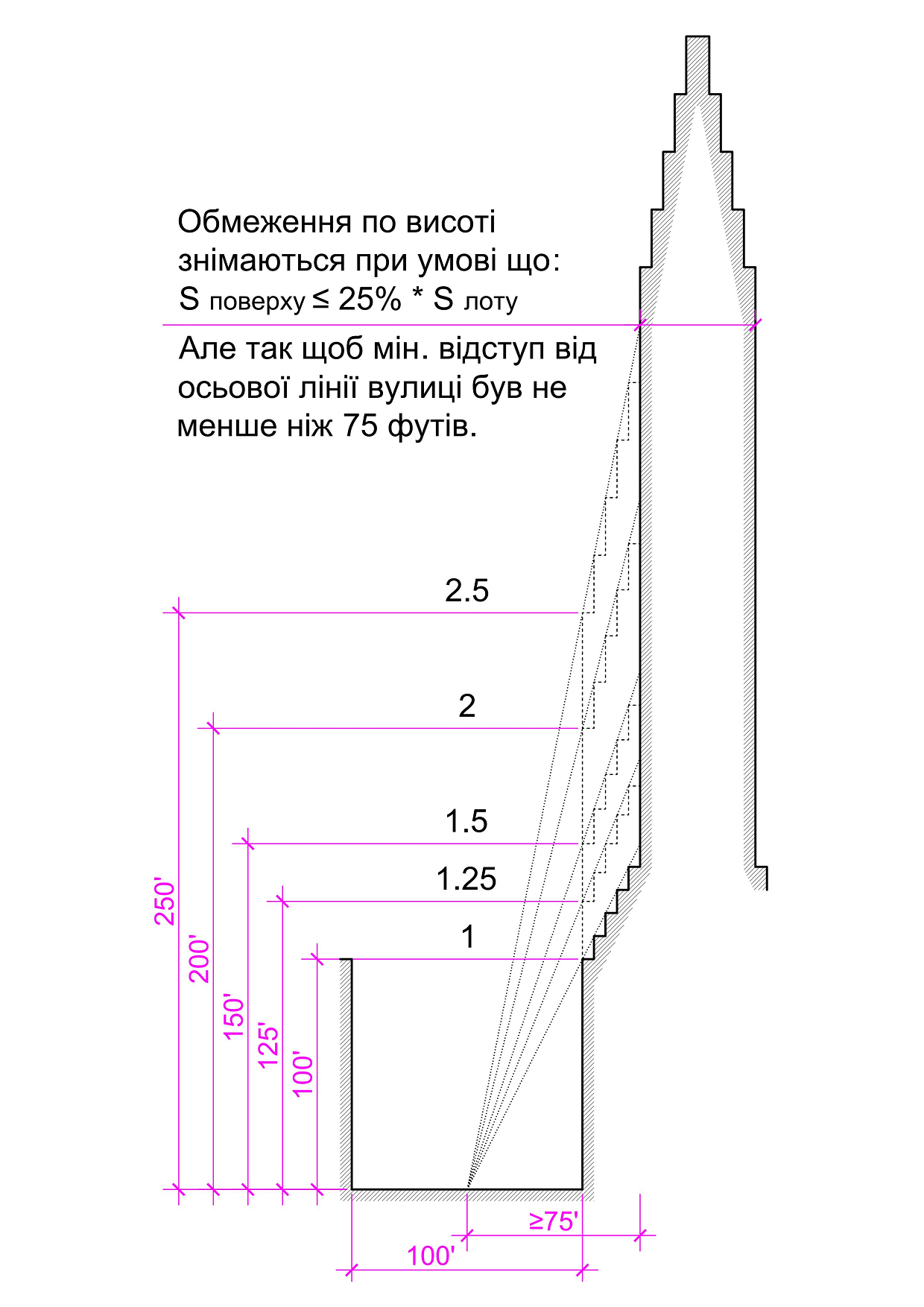
Ілюстрація правил Зонування Нью-Йорку 1916-го року.

Невдовзі, Нью-Йорк став фінансовим центром країни і зростаючий бізнес почав вимагати офісного простору. За допомогою техніки сталевого каркаса і вдосконалення ліфтів, технічні обмеження щодо висотного будівництва були зняті. Силует Манхеттену почав набувати своїх теперішніх форм.
У 1915-му, коли 42-х поверховий Екуітебел Білдінг був збудований на Нижньому Манхеттені, потреба в контролі висоти та форми стала очевидною. Збудований без відступів (від червоної лінії) на всю свою висоту — 538 футів (164м), Екуітебел Білдінг створив тінь площею 7 акрів над сусідніми будівлями, знижуючи їхню вартість і створюючи умови для запровадження Першого національного всеохопного Зонінгу.
Інші сили також діяли в цей період. Дефіцит житла, викликаний припливом нових іммігрантів, створив ринок багатоквартирних будинків з максимальним будівельним об'ємом і мінімальними стандартами. Склади та фабрики почали проникати у фешенебельні місця вздовж Милі для Леді, створюючи некомфортну близькість з П'ятою Авеню. Подібне втручання і факт стрімкого зростання додали актуальності закликам реформаторів щодо Зональних обмежень у розділенні житлової, комерційної та промислової функцій і для нового і більш ефективного регулювання висоти і відступів для усіх цих функцій.
Концепція прийнятих Законів що регулюють землекористування та об'єм будівель була революційна, але прийшов час врегулювати стрімке зростання міста. Інноваційне Зональне регулювання 1916-го року було відносно простим документом, що встановив контроль над висотою і відступами, та визначив житлові райони що виключають несумісне використання. Це сприяло будівництву висотних струнких будівель-ікон, що визначили обличчя ділового району і встановили знайомий масштаб три-шести-поверхових житлових будинків, що можна знайти по всьому місту.
Зонінг 1916-го року на Мангеттені визначав три типи функціонального зонування: «житлова», «комерційна» та «без обмежень»; п'ять типів висотного: «1», «1,25», «1,5», «2», «2,5». Ці цифри визначали відношення між висотою фасаду та шириною вулиці, та те під яким кутом пройде лінія, що визначає відступи (setback) (див. ілюстрацію). Крім того, зазначалося, що у випадку коли площа поверху становить менше або дорівнює 25% від площі лоту (ділянки що забудовується), вважалося, що така вежа вже не буде сторювати суцільну тінь і обмеження на висоту цієї частини споруди знімалися. Тож висота хмарочосів обмежувалася тільки конструктивними та інженерними можливостями. Також було визначено п'ять зон що регулювали мінімальні розміри відкритих просторів (дворів, тощо). Ці правила вплинули на формування відомого всім обличчя Нью-Йорку, яке яскраво відображене у серії робіт художника та проетувальника Хью-Ферріса.
Нове законодавство стало моделлю для урбанізованих громад у всіх Сполучених Штатах, так інші зростаючі міста визначили що проблеми Нью-Йорку не унікальні.
Але, в той час як інші міста адоптовували модель Нью-Йорку, модель сама по собі прагнула змін. Зонінг часто зазнавав змін щоб відповідати головним змінам в населенні і функціональному використанні територій, через різноманітні фактори: наступні хвилі імміграції, що сприяли збільшенню населення міста з 5-ти мільйонів у 1916-му до понад 9-ти мільйонів у 2010-му; нові величезні автомагістралі і зростання коридорів що вони створювали; прояви технології і відповідні економічні зміни стиля життя; запровадження державних житлових програм і програм розвитку; і можливо більше ніж будь що інше — зростання використання автомобіля, що революціонізувало моделі землекористування і створило проблеми руху і паркування, які неможливо було уявити у 1916-му році.
В середині сторіччя, багато основних планувальних принципів документа 1916-го року не витримали випробування часом. Наприклад, якщо б місто було побудоване відповідно до закладених у 1916-му році принципах щільності, воно могло б вмістити понад 55 мільйонів людей, що набагато більше ніж це потрібно згідно реалістичних прогнозів. Нові теорії захопили уяву проектувальників. Модель «Башта-в-парку» Лє Корбюз'є вплинула на міських планувальників того часу і концепція «Заохочуючого Зонінгу»* — що дає можливість збудувати додаткову площу в обмін на створення об'єктів громадської інфраструктури — почала втілюватися. Останні, досі вільні території на межах міста, вимагали розвитку відповідно до нового автомобіле-орієнтованого стилю життя. Також, була потреба зробити Зонінг якомога простішим, швидшим і зрозумілішим.
Зрештою, стало очевидно, що оригінальні рамки 1916-го року потребують повного перегляду. Після тривалого вивчення і публічного обговорення, поточний Зонінг був скасований і набрав чинності новий — 1961-го року.
Зонінг 1961-го був продуктом свого часу. Він регулював функціональне використання і об'єм споруд, разом з потребами в паркінгах і наголошував на створенні відкритих просторів. Він запровадив заохочуючий зонінг, що надавав бонус (додаткову загальну площу) заохочуючи забудовників офісних і житлових висоток до включення громадських просторів в їхні проекти. В діловому районі, він запровадив нові типи висотних офісних будівель з великими відкритими поверхами однакового розміру. В інших місцях міста, Зонінг 1961-го року драматично скоротив щільність житлової забудови, в основному на околицях міста.
Не дивлячись на те, що Зонінг базувався на лідируючих теоріях сьогодення, з часом виявилися певні недоліки. Акцент на відкриті простори інколи призводив до того, що будівлі пригнічували їх оточення, а відкриті простори створені для виконання вимог заохочуючого зонінгу не завжди були зручні чи привабливі. Теорії міського дизайну також змінилися. Сьогодні, споруда типу «Башта в парку», що відсунута від межі вулиці, зазвичай сприймається як ізольована і суперечить меті створити живе міське середовище.
Час іде, використання територій змінюється, і політика Зонування пристосовується, передбачає і направляє такі зміни. У певному сенсі, Зонінг ніколи не буває закінченим; він постійно оновлюється у відповідності до нових ідей і нових викликів.

## Зонінг в Україні

### До 1-го червня 2012р. (радянська спадщина).
В Радянському Союзі при плановій економіці містобудівна діяльність підпорядковувалася генеральним планам та планам детального планування (ПДП), що централізовано розроблялися проектними інститутами. При розробці генеральних планів та ПДП проектувальники спирались на державні будівельні норми (ДБН-и та ГОСТ-и). В цих планах не було місця приватній ініціативі. Генеральний план, як і інші інструменти планової економіки, намагався визначити всі параметри міста: як то кількість населення, кількість транспорту, розмір районів, тощо. Це дуже не гнучкий інструмент, який ще за часів радянської влади часто давав збої — реальні показники розвитку міст часто сильно відрізнялись від проектних. В результаті чого, генеральні плани доводилося терміново переробляти, ще до закінчення їхнього терміну дії. За часів незалежності — генеральний план став майже формальним документом, і почав ігноруватися навіть самими міськими радами. Було безліч випадків, коли рішення міської ради прямо перекреслювали положення генеральних планів.

### Після 1-го червня 2012р. (після прийняття «ДСТУ-Н Б.1-1-12:2011— Настанова про склад та зміст плану зонування території (зонінг)».
У 2011-му році Мінрегіонбудом України розроблений державний стандарт «ДСТУ-Н Б.1-1-12:2011 — Настанова про склад та зміст плану зонування території (зонінг)», який набрав законну силу 1-го червня 2012 р. Цей документ в свою чергу спирається на Закон України «Про регулювання містобудівної діяльності [Архівовано 8 березня 2015 у Wayback Machine.]».
Український стандарт включає наступні зони (з підкатегоріями у дужках):
Г — громадські (ділові, навчальні, культурні та спортивні, лікувальні, торговельні),
Ж — житлові (садибної забудови, блокованої малоповерхової, змішаної житлової та громадської забудови середньої пов., змішаної житлової та громадської багатоповерхової),
Р — рекреаційні (природних ландшафтів, активного відпочинку, озеленених територій загального користування, дач та колективних садів),
К — курортні (санаторіїв, установ відпочинку і туризму),
ТР — транспортної інфраструктури (смуг залізниці; вокзалів: залізничних, авто, морських, річкових, аеро, терміналів, транспортних вузлів; вулиць і майданів в межах червоних ліній,
ІН — інженерної інфраструктури (головні об'єкти електромережі; головні об'єкти тепломережі, міжоб'єктних котелень, розподільчих об'єктів електромережі; магістральні інженерні мережі),
КС — комунально-складські (1-го, 2-го, 3-го, 4-го, 5-го класу санітарної класифікації),
В — виробничі (1-го, 2-го, 3-го, 4-го, 5-го класу щкідливості),
С — спеціальні (рекреаційно-мемореальні, мемореальні, режимних об'єктів зв'язку, військових об'єктів, пенітенціарних установ,
ІК — історико-культурного призначення,
ПЗФ — природно-заповідного фонду.
В містобудівних регламентах для кожної територіальної зони встановлюються переважні, супутні чи допустимі види використання.
Наразі розроблено проект зонування для Черкас, Полтави [Архівовано 4 лютого 2016 у Wayback Machine.], Новограда-Волинського (Житомирської області) та Павлограда (Дніпропетровської області).
В цілому період з 1991 по 2014 рік, за винятком окремих прикладів, характеризується непослідовною забудовою в більшості міст України. (див. статтю «Парламентарі не поспішають вирішувати проблеми містобудування».) [Архівовано 6 лютого 2015 у Wayback Machine.]. Громадськість досі мало впливає на процес прийняття рішень.